# Gran Premio motociclistico di Spagna 1952
Il Gran Premio motociclistico di Spagna fu l'ottavo e ultimo appuntamento del motomondiale 1952.
Si svolse il 5 ottobre 1952 sul Circuito del Montjuïc (in una versione accorciata di circa 2 km rispetto alla precedente edizione) e vide la vittoria di Emilio Mendogni in 125, di Leslie Graham in 500 (entrambi i piloti ripeterono i successi di Monza) e Eric Oliver nei sidecar.

## Classe 500
32 piloti iscritti, 29 alla partenza, 16 al traguardo.

### Arrivati al traguardo
| Pos. | Pilota            | Moto      | Tempo         | Punti |
| ---- | ----------------- | --------- | ------------- | ----- |
| 1    | Leslie Graham     | MV Agusta | 2h 06' 18" 28 | 8     |
| 2    | Umberto Masetti   | Gilera    | +26" 89       | 6     |
| 3    | Ken Kavanagh      | Norton    | +30" 24       | 4     |
| 4    | Nello Pagani      | Gilera    | +1' 00" 96    | 3     |
| 5    | Reg Armstrong     | Norton    | +1' 22" 69    | 2     |
| 6    | Syd Lawton        | Norton    | +1' 23" 04    | 1     |
| 7    | Siegfried Wünsche | DKW       | +1 giro       |       |
| 8    | Fernando Aranda   | Gilera    | +1 giro       |       |
| 9    | Ray Amm           | Norton    | +1 giro       |       |
| 10   | John Grace        | Norton    | +1 giro       |       |
| 11   | Rudi Knees        | Norton    | +3 giri       |       |
| 12   | Humphrey Ranson   | Norton    | +3 giri       |       |
| 13   | Ewald Kluge       | DKW       | +3 giri       |       |
| 14   | Harry Lindsay     | Triumph   | +4 giri       |       |
| 15   | Siegfried Vogel   | Norton    | +6 giri       |       |
| 16   | Libero Liberati   | Gilera    | +14 giri      |       |

### Ritirati
| Pilota            | Moto      | Motivo ritiro |
| ----------------- | --------- | ------------- |
| Javier de Ortueta | Norton    | avaria        |
| Carlo Bandirola   | MV Agusta |               |
| Bill Lomas        | MV Agusta |               |
| Georges Burgraff  | Norton    |               |
| Karl Rührschneck  | Norton    |               |
| Auguste Goffin    | Norton    |               |
| Karl Rührschneck  | Norton    |               |
| Jacques Collot    | Norton    |               |
| Alex Mayer        | Norton    |               |
| Robert Matthews   | Norton    |               |
| Giuseppe Colnago  | Gilera    |               |
| Hans Baltisberger | BMW       |               |
| Phil Heath        | Norton    |               |

## Classe 125
29 piloti iscritti, 24 alla partenza, 13 al traguardo.

### Arrivati al traguardo
| Pos | Pilota                  | Moto        | Tempo         | Punti |
| --- | ----------------------- | ----------- | ------------- | ----- |
| 1   | Emilio Mendogni         | Moto Morini | 1h 05' 12" 34 | 8     |
| 2   | Leslie Graham           | MV Agusta   | +17" 51       | 6     |
| 3   | Cecil Sandford          | MV Agusta   | +2' 00" 18    | 4     |
| 4   | Romolo Ferri            | Moto Morini | +2' 46" 01    | 3     |
| 5   | Hermann Paul Müller     | FB Mondial  | +1 giro       | 2     |
| 6   | Luigi Zinzani           | Moto Morini | +1 giro       | 1     |
| 7   | Dirk Renooy             | Eysink      | +2 giri       |       |
| 8   | Turuta                  | Montesa     | +2 giri       |       |
| 9   | Ewald Kluge             | DKW         | +3 giri       |       |
| 10  | Antonius H. van Zutphen | Eysink      | +3 giri       |       |
| 11  | Ramón Soley             | MV Alpha    | +4 giri       |       |
| 12  | Mobi Vierdag            | Eysink      | +4 giri       |       |
| 13  | Paul Feurstein          | Puch        | +4 giri       |       |

### Ritirati
| Pilota           | Moto       | Motivo ritiro |
| ---------------- | ---------- | ------------- |
| Juan Soler Bultó | Montesa    |               |
| Arturo Elizalde  | Montesa    |               |
| Angelo Copeta    | MV Agusta  |               |
| Guido Sala       | MV Agusta  |               |
| Bill Lomas       | MV Agusta  |               |
| Gijs Lagerweij   | Eysink     |               |
| Alex Mayer       | FB Mondial |               |
| Carlo Ubbiali    | FB Mondial |               |
| E. Gonzales      | Lube       |               |

## Classe sidecar
17 equipaggi iscritti, 14 alla partenza, 7 al traguardo.

### Arrivati al traguardo
| Pos | Pilota          | Passeggero         | Moto   | Tempo         | Punti |
| --- | --------------- | ------------------ | ------ | ------------- | ----- |
| 1   | Eric Oliver     | Lorenzo Dobelli    | Norton | 1h 09' 49" 13 | 8     |
| 2   | Jacques Drion   | Inge Stoll-Laforge | Norton | +2' 23" 19    | 6     |
| 3   | Cyril Smith     | Les Nutt           | Norton | +1 giro       | 4     |
| 4   | Otto Schmid     | Otto Kölle         | Norton | +1 giro       | 3     |
| 5   | René Bétemps    | André Drivet       | Norton | +1 giro       | 2     |
| 6   | Rudolf Koch     | Adolf Flach        | BMW    | +2 giri       | 1     |
| 7   | Siegfried Vogel | n.d.               | Norton | +3 giri       |       |

### Ritirati
| Pilota         | Passeggero      | Moto   | Motivo ritiro |
| -------------- | --------------- | ------ | ------------- |
| Marcel Masuy   | Denis Jenkinson | Norton |               |
| Julien Deronne | n.d.            | Norton |               |
| Christian Baix | n.d.            | Norton |               |
| Ernesto Merlo  | Dino Magri      | Gilera |               |
| Luigi Marcelli | n.d.            | Gilera |               |
| Giuseppe Carrù | n.d.            | Carrù  |               |

## Fonti e bibliografia
- El Mundo Deportivo, 5 ottobre 1952, pag. 6 e 6 ottobre 1952, pag. 5.